# ویلکیه دروگی
ویلکیه دروگی (به لاتین: Wielkie Drogi) یک روستا در لهستان است که در گمینا سکاوینا واقع شده‌است.